# Вершинина, Татьяна Васильевна
Татья́на Васи́льевна Верши́нина (род. 22 января 1954, пос. Рощино, Ленинградская область) — советский и российский профессиональный тележурналист, член Союза журналистов России, автор и руководитель Международного фестиваля фольклорных традиций, культур и ремёсел «Мировая деревня».

## Биография
Родилась 22 января 1954 года в пос. Рощино Ленинградской области. Окончила факультет журналистики Ленинградского государственного университета им. Жданова. 17 лет работала на Новосибирской студии телевидения старшим редактором. Автор сценария циклов программ для молодежи «Видео до 12», «Аукцион», «Фестивальная орбита» и др., а также автор сценария и руководитель телевизионного проекта «Ва-Банк».
С 1995 года живёт в Санкт-Петербурге. Автор сценария телевизионных программ на телеканале «Культура (телеканал)Культура» из цикла «Дворцовые тайны», «Неизвестный Петергоф», «Российский курьер», программ, посвящённых юбилеям известных и любимых актеров театра и кино и многих других.
Автор сценария научно-популярных фильмов киностудии «Леннаучфильм»: «Один в четырёх лицах» (фильм посвящён 140-летию со дня рождения маршала Финляндии Маннергейма), «Там на невидимых дорожках» (фильм посвящён проекту WWF Псковский модельный лес). Лауреат международного фестиваля военно-патриотических фильмов им. Сергея Бондарчука «Волоколамский рубеж».
С 2001 по 2007 год Татьяна являлась директором собственного проекта международного фестиваля национальных традиций, культур и ремесел «Мировая деревня», который каждый год проходил в Ленинградской области. С 2010 года Татьяна преподает в ГБОУ СОШ № 253 им. капитана 1-го ранга П. И. Державина Приморского района Санкт-Петербурга телевизионную журналистику и театральное мастерство. С 2012 года Татьяна также является художественным руководителем детского городского фестиваля национальных традиций «Мировой город», который каждый год в сентябре проходит в Санкт-Петербурге. Также Татьяна занимается изданием книг. В 2016 году в издательстве «Остров» вышла ее книга «Рощино. Воспоминания 1950—1970-е г.г.».